# Мурджанка
Мурджанка (рум. Murgeanca) — село у повіті Яломіца в Румунії. Входить до складу комуни Валя-Чорій.
Село розташоване на відстані 120 км на схід від Бухареста, 22 км на північний схід від Слобозії, 103 км на північний захід від Констанци, 87 км на південний захід від Галаца.

## Населення
За даними перепису населення 2002 року у селі проживала 481 особа.
Національний склад населення села:
| Національність | Кількість осіб | Відсоток |
| -------------- | -------------- | -------- |
| румуни         | 475            | 98,8%    |
| цигани         | 6              | 1,2%     |

Рідною мовою назвали:
| Мова      | Кількість осіб | Відсоток |
| --------- | -------------- | -------- |
| румунська | 475            | 98,8%    |
| циганська | 6              | 1,2%     |